# نقشه خانوادگی ۲
نقشه خانوادگی ۲ (انگلیسی: The Family Plan 2) یک فیلم کمدی اکشن آمریکایی آماده اکران به کارگردانی سایمون سلان جونز و نویسندگی دیوید کوگشال است. این فیلم دنباله‌ای بر فیلم نقشه خانوادگی محصول ۲۰۲۳ می‌باشد. مارک والبرگ، میشل موناهن، زوئی کولتی، ون کراسبی و کیت هرینگتون از بازیگران اصلی این فیلم هستند.

## خلاصه داستان
دن (والبرگ) که در طول کریسمس برای سفر به اروپا می‌رفت، تعطیلات عالی را برای خانواده‌اش برنامه‌ریزی کرده بود، تا اینکه گذشته‌اش همچنان به شیوه‌های غیرمنتظره‌ای آنها را آزار می‌دهد.

## ساخت
تصویربرداری اصلی در ژانویه ۲۰۲۵ آغاز شد.